# Python kyaiktiyo
Python kyaiktiyo — неотруйна змія з роду Пітон родини Пітони. Інші назви «карликовий бірманський пітон», «пітон Чайтійо» (за назвою відповідної пагоди).

## Опис
Загальна довжина становить 1—1,5 м. Голова розширена в основі й чітко відокремлена від тулуба. На відміну від інших пітонів має чіткий підочний щиток, який не стикається з верньогубним щитком. На спині присутньо 180 невеликих щитків. Забарвлення яскраве та строкате, має цегляно-червоний колір з темними колами або «оченятами» спереду й більш темною та чіткою смугою вздовж хребта.

## Спосіб життя
Полюбляє тропічні ліси. Добре лазає й плаває. Зустрічається на висоті до 390 м над рівнем моря. Живиться дрібними земноводними, пташенятами.
Самиця відкладає до 10 яєць. Втім процес парування та появи молодих пітонів ще повністю не вивчено.

## Розповсюдження
Мешкає в області Мон (М'янма).